# Pallavolo Virtus Sassuolo
Le club de volley-ball masculin de Sassuolo, dans la province de Modène dans la région Émilie-Romagne, (qui a changé de nom en raison du changement de sponsor principal) a aujourd'hui disparu.

## Historique
- 1975 : le club accède à la Serie A2
- 1976 : le club accède à la Serie A1
- 1984 : le club prend le nom de Virtus
- 1985 : le club est rétrogradé en Serie A2
- 1986 : le club quitte le professionnalisme
- Le club disparaît au terme de la saison 2002

## Palmarès
- Coppa Italia : 1981